# NGC 1902
NGC 1902 је расејано звездано јато у сазвежђу Златна риба које се налази на NGC листи објеката дубоког неба.
Деклинација објекта је - 66° 37' 39" а ректасцензија 5h 18m 19,2s. Привидна величина (магнитуда) објекта NGC 1902 износи 11,8 а фотографска магнитуда 10,0. NGC 1902 је још познат и под ознакама ESO 85-SC66.